# Crossodactylodes pintoi
Espèce
Statut de conservation UICN

 DD  : Données insuffisantes
Crossodactylodes pintoi est une espèce d'amphibiens de la famille des Leptodactylidae.

## Répartition
Cette espèce est endémique de l'État de Rio de Janeiro au Brésil. Elle se rencontre dans la forêt atlantique à Nova Friburgo à environ 1 200 m d'altitude dans la Serra de Macaé. Elle n'a pas été observée depuis 1908. Les spécimens de Santa Teresa n'appartiennent pas à cette espèce.

## Étymologie
Cette espèce est nommée en l'honneur d'Aliveira Pinto.

## Publication originale
- Cochran, 1938 : Diagnoses of new Frogs from Brazil. Proceedings of the Biological Society of Washington, vol. 51, p. 41-42 (texte intégral).